# عملية كربلاء-6
كانت عملية كربلاء 6 عملية إيرانية خلال الحرب الإيرانية العراقية لمنع العراق من نقل الوحدات بسرعة إلى خطوط دفاعه في البصرة بعد أن أطلقت إيران عملية كربلاء 5 للاستيلاء على مدينة البصرة.
استخدمت إيران ميليشيات الباسيج المسلحة ببنادق الكلاشينكوف وقاذفات آر بي جي-7، والفرقة الميكانيكية 77 التابعة للجيش في خراسان المجهزة بدبابات M47 وM48، وبنادق عديمة الارتداد عيار 106 ملم، ومدفعية عيار 130 ملم و230 ملم، بدعم من طائرات الهليكوبتر الهجومية، وفرقة عاشوراء 31 التابعة للحرس الثوري الإسلامي والتي كانت مسلحة بالدبابات العراقية التي اُستُولِيَ عليها.

## مقدمة
مع انطلاق عملية كربلاء-5 للسيطرة على مدينة البصرة، انطلقت عمليتا كربلاء-6 في قصر شيرين وكربلاء-7 في كردستان العراق لمنع العراقيين من نقل وحداتهم إلى خطوط دفاعهم في البصرة. كان الهدف من ذلك تشتيت المدرعات العراقية بعيدًا عن المدينة خلال هجوم كربلاء-5. استُخدم في هذه العملية حوالي 10,000 متطوع من الباسيج، وفرقة واحدة من الجيش النظامي وفرقة واحدة من الحرس الثوري الإيراني، في هذا الهجوم. اصطف الباسيج في الصباح الباكر، وأُرسلوا للهجوم قبل الموعد المخطط له، لأن العدو كان يتوقع أمرًا ما.

## المعركة
هاجم عشرة آلاف متطوع من البسيج. ومع تقدمهم، تخلت القوات العراقية عن مواقعها. ردّت القوات العراقية بهجوم مضاد مدرع، وحاصرت البسيج، الذين كانوا مسلحين فقط ببنادق الكلاشينكوف وقاذفات آر بي جي-7. اخترقت قوات الباسيج الخطوط العراقية. إلا أن هجومًا مضادًا عراقيًا حاصر قوات الباسيج في جيب. قُتل العديد من متطوعي الباسيج في القتال مع القوات العراقية المحيطة. على الفور، هاجمت الفرقة الميكانيكية الإيرانية 77 "خراسان" والفرقة الميكانيكية 31 "عاشوراء" القوات العراقية. تكبدت القوات العراقية خسائر فادحة. اخترقت الفرقة الميكانيكية الإيرانية 77 الحصار، وهزمت العراقيين وحلت محل البسيج.

## العواقب
في النهاية، ورغم نجاح الهجوم الإيراني في البداية، إلا أنه خفت حدته لأنه لم يكن من المفترض أن يكون هجومًا حاسمًا، نظرًا لنقص اللوجستيات والأسلحة الكيميائية العراقية. ورغم نجاح الهجوم في تحويل مسار بعض المدرعات العراقية بعيدًا عن ساحة المعركة في البصرة، إلا أنه لم يمنع العراقيين من صد الهجوم الإيراني على المدينة.

## فهرس
- http://csis.org/files/media/csis/pubs/9005lessonsiraniraqii-chap08.pdf نسخة محفوظة 2013-06-07 على موقع واي باك مشين.
- https://books.google.com/books?id=dUHhTPdJ6yIC